# Автошлях Р 46
| Автошлях Р 46    |                                            |
| Довжина          | Загальна — 103,7 км                        |
| Області          | Харківська область Сумська область         |
| Мапа             |                                            |
| Маршрут          |                                            |
| Харків           | E105 М03 М18 М20 Р46 Р51 Т 2103 Т 2104 Р78 |
| Подвірки         |                                            |
| Надточії         |                                            |
| Солоницівка      |                                            |
| Пересічна        | Т 2112                                     |
| Дворічний Кут    |                                            |
| Вільшани         |                                            |
| Сазоно-Баланівка |                                            |
| Крупчине         |                                            |
| Горького         |                                            |
| Максимівка       |                                            |
| Крисине          |                                            |
| Мусійки          | на Валки Т 1901                            |
| Богодухів        | Р45 Т 1701 Т 1702                          |
| Щербаки          |                                            |
| Губарівка        | Т 1701                                     |
| Куп'єваха        |                                            |
| Щербаки          |                                            |
| Губарівка        | Т 1701                                     |
| Ходунаївка       |                                            |
| Прокопенкове     |                                            |
| Кудряве          |                                            |
| Веселий Гай      |                                            |
| Високе           |                                            |
| Вербове          |                                            |
| Охтирка          |                                            |

Автошлях Р 46 — автомобільний шлях регіонального значення на території України. Проходить територією Харківської та Сумської областей через Харків — Богодухів — Охтирку. Загальна довжина — 103,7 км.

## Фотографії

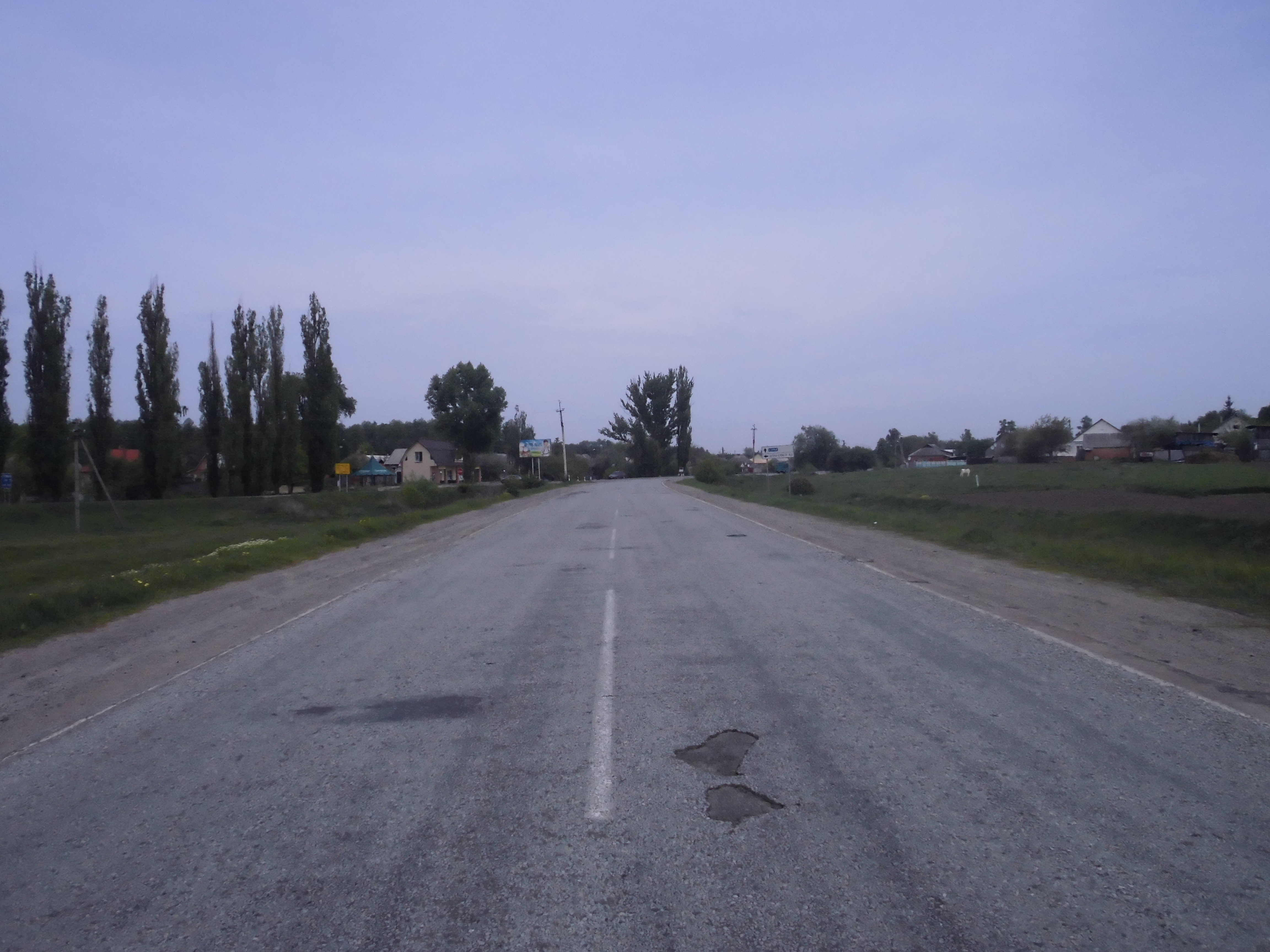
Автошлях Р-46 в Охтирці, вид у бік Охтирки
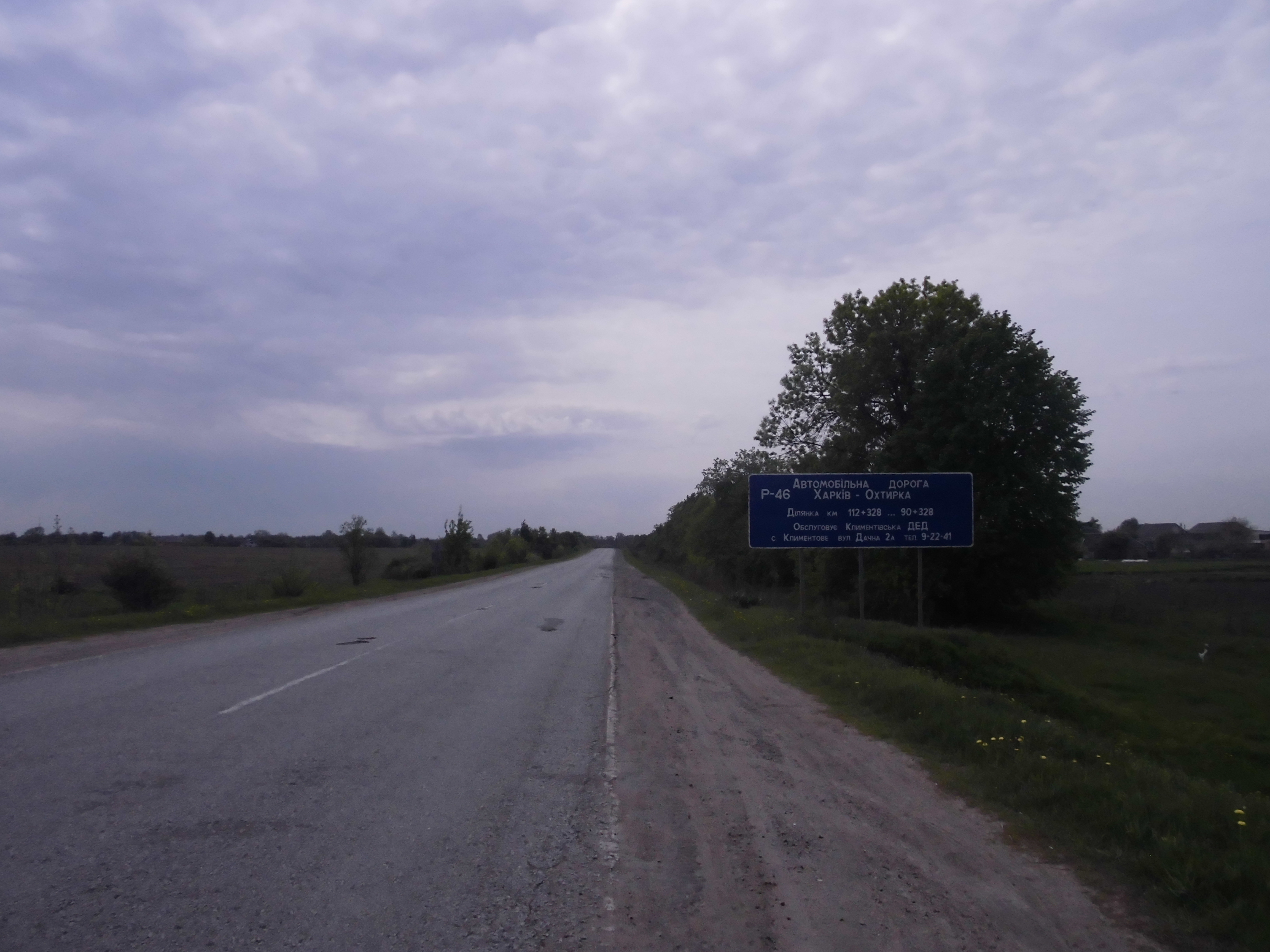
Автошлях Р-46 в Охтирці, вид у бік Харкова